# Ephedrophila algerialis
Ephedrophila algerialis är en fjärilsart som beskrevs av George Francis Hampson 1900. Ephedrophila algerialis ingår i släktet Ephedrophila och familjen mott. Inga underarter finns listade i Catalogue of Life.